# Frontière entre la Lettonie et la Lituanie
La frontière entre la Lettonie et la Lituanie s'étend sur 453 km dans sa partie terrestre. C'est l'une des frontières intérieures de l'espace Schengen. 
Elle commence à l'Est au point de passage des frontières de la Biélorussie (frontière avec la Lettonie et frontière avec la Lituanie), sur le lac Drūkšiai, près de la ville de Visaginas (Lituanie), et se termine dans la mer Baltique à l'Ouest.
Sur 30 km, la frontière est matérialisée par le fleuve côtier Šventoji.

## Historique

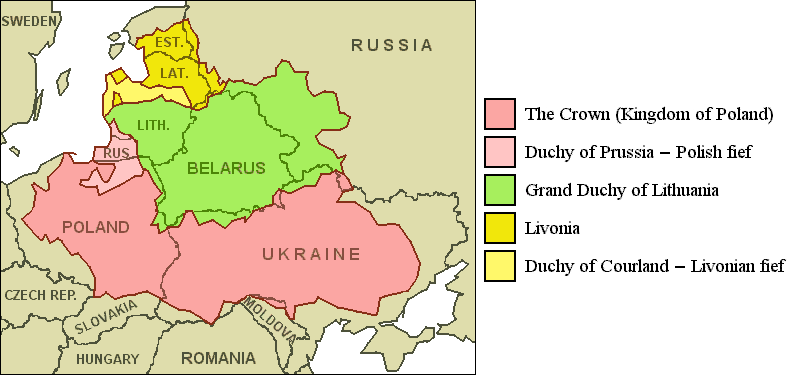
Carte des puissances en 1619

L'existence de la frontière remonte au Moyen Âge avec la délimitation entre le Grand-duché de Lituanie d'un côté, et la confédération de Livonie de l'autre.
En 1918, la Lettonie et la Lituanie accèdent à l'indépendance et plusieurs provinces se retrouvent de l'autre côté de la frontière, cette nouvelle frontière étant légèrement différente de celle établie en 1529. À la suite de la guerre polono-lituanienne, la frontière est raccourcie par l'occupation polonaise de facto avec la région de Vilnius. Le 25 janvier 1931, les deux pays signent un traité relatif à l'entretien des bornes frontalières. 
Durant la Seconde Guerre mondiale, l'URSS annexa les deux pays, effaçant ainsi la frontière. Après la chute de l'Union soviétique, les deux États baltes ont retrouvé leur souveraineté et la frontière de 1918 est rétablie par un traité du 29 juin 1993.

## Frontière maritime
La ligne délimitant le plateau continental et les zones économiques exclusives de la Lettonie et de la Lituanie en mer Baltique suit les lignes droites (lignes géodésiques) reliant les points correspondant aux coordonnées géographiques suivantes :
- Point 1 : 56° 04,148′ N, 21° 03,858′ E
- Point 15 : 56° 02,504′ N, 20° 21,152′ E
- Point 28 : 56° 02,725′ N, 19° 05,783′ E

Le point 28 définit le tripoint Lettonie-Suède-Lituanie.